# Exotic Creatures of the Deep
Exotic Creatures Of The Deep – 21. z kolei album wydany przez amerykańską grupę Sparks w 2008 r.
Przed jego wydaniem, w celach promocyjnych, szefowie grupy – bracia Ron i Russell Mael zorganizowali w połowie tegoż roku w Londynie bezprecedensową serię koncertów grupy, na których odtwarzano na żywo, po kolei, codziennie, jeden z albumów zespołu, poczynając od "Halfnelson" (znany też jako po prostu – "The Sparks" z 1971 roku) aż do najnowszego.
Album i tak jednak nie uzyskał większego rozgłosu.

## Lista utworów
1. "Intro"
2. "Good Morning"
3. "Strange Animal"
4. "I Can't Believe You Would Fall For All the Crap in This Song"
5. "Let the Monkey Drive"
6. "Intro Reprise"
7. "I've Never Been High"
8. "She Got Me Pregnant"
9. "Lighten Up, Morrissey"
10. "This Is the Renaissance"
11. "The Director Never Yelled Cut"
12. "Photoshop"
13. "Likeable"